# 朱开宪
朱开宪（？—），中华人民共和国外交官，曾任中华人民共和国驻塔马塔夫领事。

## 生平
朱开宪曾任驻马达加斯加大使馆领事部负责人。2011年3月，出任中华人民共和国驻塔马塔夫领事。2015年4月，中国政府关闭驻塔马塔夫领事馆，朱开宪因而离任。